# Dorcadion sareptanum
Dorcadion sareptanum — вид жуків-вусачів з підродини ляміін, роду коренеїдів.

## Опис
Жук довжиною від 8,5 до 12 мм. Бічні горби переднеспинки великі, але тупі, їх шипи ледь помітні. Смуги надкрила тьмяні; спинна і зазвичай плечова смуги в темних плямах поїдені, часто ребристі.

## Екологія
Зустрічається в степах.

## Підвиди
- Dorcadion sareptanum euxinum Suvorov, 1915
- Dorcadion euxinum Suvorov, 1916; Dorcadion sareptanum kubanicum Plavilstshikov, 1934) — Росія[1].
- Dorcadion sareptanum sareptanum Kraatz, 1873
- Pedestredorcadion sareptanum sareptanum (Kraatz, 1873)) — Росія і Казахстан[1].